# Калина (Свердловская область)
Калина — посёлок в Камышловском районе Свердловской области России, входит в состав «Галкинского сельского поселения».

## Географическое положение
Посёлок Калина муниципального образования «Камышловский муниципальный район» расположен в 7 километрах (по автотрассе в 11 километрах) к северу-северо-западу от города Камышлов, на левом берегу реки Падунский (левый приток реки Мостовка, бассейна реки Пышма). В окрестностях посёлка, в 1 километре расположен пруд.

## История деревни
В настоящий момент деревня входит в состав муниципального образования «Галкинское сельское поселение».

## Население
| 2002 | 2010 | 2021 |
| ---- | ---- | ---- |
| 248  | ↘227 | ↘118 |